# قلعه گلوکسبورگ

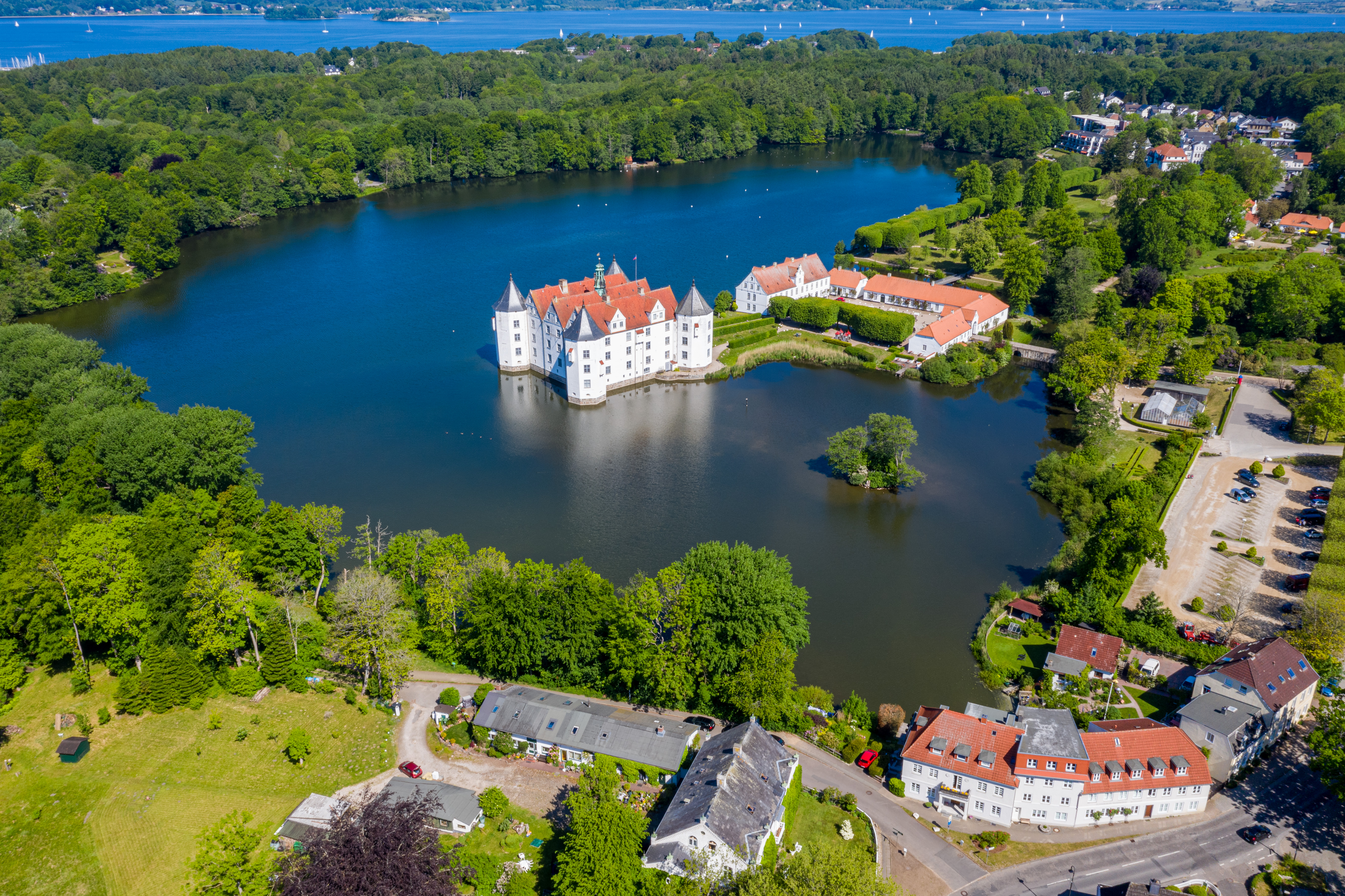
نمای هوایی

قلعهٔ گلوکسبورگ (به آلمانی: Schloss Glücksburg) قلعه‌ای در شهر گلوکسبورگ واقع در شمال آلمان است که در آبدرهٔ فلنسبورگ قرار دارد. این قلعه یکی از قلعه‌های مهم دورهٔ رنسانس در شمال اروپا محسوب می‌شود.
این قلعه مقر دوک‌نشینان دودمان گلوکسبورگ بود و به‌طور موقت به عنوان اقامتگاه اصلی پادشاه دانمارک نیز استفاده می‌شد.